# Andrí Piàtov
Andrí Piàtov (en ucraïnès: Андрій Валерійович П'ятов) (28 de juny de 1984 a Kirovohrad, Ucraïna) és un futbolista professional ucraïnès que juga com a porter al FC Xakhtar Donetsk de la Lliga Premier d'Ucraïna.

## Trajectòria

### Clubs
El 2002 va començar la seva marxa en el Vorskla Poltava des d'on va ser traspassat al Shajtar el 2007 per 880.000 lliures. Durant la temporada 2006-07 va jugar en qualitat de cedit fins que en la temporada següent va substituir Bohdan Shust com a porter titular jugant lliga, copa i Lliga de Campions. En la seva primera temporada va aconseguir el triplet (Lliga, Copa i Supercopa d'Ucraïna), mentre que en la segona campanya va aconseguir la Copa de la UEFA, el major assoliment del futbol ucraïnès en la seva història. En 2011 va demostrar una gran exhibició després de salvar set accions de perill davant el Barça en la Lliga de Campions malgrat rebre un gol de Lionel Messi, no obstant això van salvar un punt. No obstant això, la seva actuació no va impedir que el conjunt català es classifiqués en detriment del seu. Així i tot, va aconseguir portar l'equip a quarts de final de la lliga de Campions, sent el segon equip ucraïnès a aconseguir aquesta fita a Europa.

### Selecció internacional
Com a membre de la selecció nacional va debutar amb la Sub 21, en la qual va jugar 20 partits internacionals. En 2006 participaria en el Mundial de 2006 amb l'absoluta on van arribar a quarts de final. En 23 partits solament va rebre 4 gols mantenint-se imbatut davant Polònia, Suècia, Croàcia i Fèroe. Per al classificatori pel mundial de 2010 va tornar a mostrar-se imbatible permetent així la victòria de la seva selecció davant Belarús per 1:0. Davant Croàcia, Luka Modrić tampoc va ser capaç de batre el porter en dues ocasions salvant així un punt per al conjunt ucraïnès.

## Palmarès
- Campionat de Lliga (4) (2009, 2010, 2011, 2012)
- Copa d'Ucraïna (3) (2008, 2011, 2012)
- Supercopa d'Ucraïna (3) (2009, 2010, 2012)
- Copa de la UEFA (1) (2009)